# Râul Valea Fratelui
Râul Valea Fratelui este un curs de apă, afluent al râului Olt. 